# Andrey Prostokishin
Andrey Prostokishin, né le 24 juillet 1996 à Tchita, est un coureur cycliste russe. Il participe à des compétitions sur route et sur piste.

## Palmarès sur route

### Par année
- 2014
  - 2e du championnat de Russie du contre-la-montre juniors
- 2016
  - Volta del Llagostí
- 2018
  - Classement général des Cinq anneaux de Moscou

### Classements mondiaux
| Année           | 2018 |
| --------------- | ---- |
| UCI Europe Tour | 837e |

## Palmarès sur piste

### Championnats du monde juniors
- Glasgow 2013
  -  Médaillé de bronze de la poursuite par équipes

### Championnats d'Europe
- Anadia 2013
  -  Champion d'Europe de poursuite par équipes juniors (avec Timur Gizzatullin, Sergey Mosin et Dmitri Strakhov)
- Anadia 2014
  -  Champion d'Europe de poursuite par équipes juniors (avec Nikolai Ilichev, Serafim Aleksyuk et Danila Babushkin)